# Kirsti Nummi
Kirsti Kokkinen, coniugata Nummi (Nokia, 30 maggio 1959), è un'ex cestista finlandese.

## Carriera
Con la Finlandia ha disputato i Campionati europei del 1980.